# Gewande
Gewande  é uma aldeia no município neerlandês de 's-Hertogenbosch, na província de Brabante do Norte

## História
As planícies aluviais de Gewande pertenciam até 1958 ao município de Alem, Maren en Kessel. Com a extinção do município, as planícies aluviais passaram a fazer parte do antigo município de Empel en Meerwijk. Em 1971, o município foi anexado a 's-Hertogenbosch.
A área da aldeia originou-se da construção de um dique no século XIV. Porém, devido as muitas inundações do rio Mosa, sua população, ao longo dos séculos, sofreu um declínio. A aldeia tem a forma de uma faixa. Todas as casas situam-se ao longo de uma rua e não há ruas laterais.
Em Gewande está situado o Museu Arqueológico e Paleontológico Hertogsgemaal.